# Буфлийска къща
Буфлийската къща (на гръцки: Οικία Μπουφλή) е къща в град Лерин, Гърция.

## Местоположение
Къщата е разположена във Вароша, на кръстовището на булевард „Елевтерия“ № 103 и улица „Бизани“.

## История
Сградата построена в 1904 година от Васили Буфлия (по произход от селото Буф). Сградата е построена за живеене, въпреки факта, че е с огромни размери. Дълговете от реконструкцията на къщата са причината тя да бъде продадена на Лазарос Гунарис.
Къщата е наета от Българската екзархия и в нея до 1912 година се помещавала Българската митрополия в Лерин. През Балканската война в нея отсяда сръбският княз Арсен Караджорджевич, докато в Митрополията се настанява гръцкият престолонаследник Константинос.
През десетилетието 1940 - 1950 година в сградата е настанена Асоциацията „Аристотел“, като остава до към 1968 - 1970 година. Впоследствие сградата има различни приложения до 1992 година, когато в нея е настанен Леринският музей на съвременното изкуство. По-късно музеят е преместен в Екзарховата къща.
В 2008 година е обявена за паметник на културата като „един от най-забележителните запазени образци на архитектурата в града от края на XIX век и началото на XX век“. В сградата .

## Архитектура
Това е двуетажна къща близнак с двор, който се намира в задната част на парцела. Правоъгълната сграда е с плоски, симетрично организирани фасади. Има леко отстъпление на фасадата на мястото на двата входа. На първия етаж се издават мраморни балкони с богато украсени метални парапети и спираловидни стълби. В основата на сградата е оформена мозайка, а прозорците на приземния етаж са с декоративна рамка. Отворите на първия етаж са украсени с триъгълни фронтони. Входовете имат особено подчертана височина, като над двукрилите облицовани врати има полукръглите отвори. Всички тези елементи показват очевидното влияние на френския класицизъм върху архитектурата на фасадите.